# 2024年の気象・地象・天象
2024年の気象・地象・天象（2024ねんのきしょう・ちしょう・てんしょう）では、2024年の気象・地象・天象に関する出来事について記述する。
2023年の気象・地象・天象 - 2024年の気象・地象・天象 - 2025年の気象・地象・天象

## 気象
気候変動
- en:2024 in climate change（気候変動における2024年）も参照

強烈な熱帯低気圧
- ハリケーン（北大西洋や北東太平洋で発生し、最大風速が約33m/sのもの）
  - en:2024 Atlantic hurricane season（2024年、大西洋のハリケーン・シーズン）も参照
  - en:2024 Pacific hurricane season（2024年、太平洋のハリケーン・シーズン）も参照
- 台風（タイフーン、北西太平洋や南シナ海で発生し、最大風速が約17m/s以上のもの）
  - 2024年の台風も参照
- サイクロン（インド洋や南太平洋などで発生するもの）
  - en:2024 North Indian Ocean cyclone season（2024年、北インド洋のサイクロン・シーズン）も参照
  - en:Tropical cyclones in 2024（2024年の熱帯サイクロン）も参照
  - en:2024–25 South Pacific cyclone season（2024年の南太平洋のサイクロン・シーズン）も参照
  - en:2024–25 Australian region cyclone season（2024-2025年、オーストラリア地域のサイクロン・シーズン）も参照

### 1月
- 1月10日 - アメリカ東部が冬の嵐に襲われる。フロリダ州では竜巻が発生し非常事態宣言が発表される。この嵐で少なくとも4人が死亡[2]。
- 1月12日 - 1月18日 - アメリカで記録的寒波。アメリカ北部のカナダ国境沿いでは体感気温がマイナス50度を下回った。また、フロリダ州で積雪が観測されるなどの異常気象も観測されている[3]。この寒波により18日までに少なくとも55人が死亡[4]。
- 1月15日 - サイクロン・ベラル（英語版）はレユニオンとモーリシャスを直撃し、洪水および通信障害が発生[5]。
- 1月25日 - 国内で高温乾燥した気候により山火事が多発するため、コロンビアは「災害状態」を宣言[6]。
- 1月27日 - アルゼンチンの世界遺産、ロス・アレルセス国立公園で森林火災が発生し、600ヘクタールの森林が焼失[7]。

### 2月
- 2月1日 - スペイン北東部のバルセロナ含むカタルーニャ州で過去100年で最悪な干ばつに見舞われたとして非常事態宣言を発令。これにより市民に洗車やプールの貯水などの禁止の水の利用制限を発表。スペインでは最高気温が6月並みの30度近くに上る気温を複数都市で観測する異常気象が1月に発生していた[8]。
- 2月2日 - 2月5日 - チリ沿岸部では森林火災が多発し、少なくとも131人が死亡し、ビニャ・デル・マールでは行方不明者が370人以上[9]。大統領のガブリエル・ボリッチが3日に非常事態を宣言[10]。5月、消防士と林業職員の2人は放火の容疑で逮捕された[11]。
- 2月5日 - 南岸低気圧の影響により関東地方で降雪。東京で積雪8cmを記録[12]。
- 2月29日以前 - アメリカ合衆国のテキサス州で大規模な山火事が発生[13]。
- 2月29日 - ボリビアで大規模な洪水が発生、40人が死亡。政府は非常事態を宣言[14][15]。

### 3月
- 3月3日 - パキスタンでの豪雨は建物の崩壊や地滑りを引き起こし、少なくとも36人が死亡[16]。
- 3月15日 - アメリカ合衆国中部で竜巻が発生。オハイオ州ローガン郡で3人が死亡[17]。
- 3月27日 - マダガスカルにサイクロン・ガマネが上陸し、少なくとも18人が死亡し4人が行方不明[18]。

### 4月
- 4月5日 - 集中豪雨によりウラル川が増水したため、ロシア・オレンブルク州のオルスク市付近のダムが決壊。同市内は浸水し、洪水は隣国のカザフスタンにも影響[19]。
- 4月16日 - アラブ首長国連邦のドバイで洪水が発生。12時間で同地域の1年分に相当する降水量が観測される。同じくペルシア湾沿岸のオマーンとイラン南東部でも豪雨が発生[20]。
- 4月25日 - 東アフリカのタンザニア、ケニア、ブルンジ一帯で洪水が発生。200人以上が死亡[21]。
- 4月27日 - 中国・広州市で竜巻が発生、少なくとも5人が死亡[22]。

### 5月
- 5月7日 - 4月29日以降、ブラジル南部で豪雨による洪水が発生[23]。
- 5月28日 - サイクロン・レマル（英語版）はインド北東部とバングラデシュを襲撃し、インドのミゾラム州・アイゾール一帯で大雨と地すべりを起こした[24][25]。
- 5月29日 - デリーで52.9℃という記録的な高い気温が観測された[25]。

### 6月
- 6月22日 - 気象庁が中国地方と北陸地方で梅雨入りしたとみられると発表した[26][27]。中国地方は昨年と比べて24日、平年と比べて16日遅く、北陸地方は昨年と比べて13日、平年と比べて11日遅い梅雨入りとなった[26][27]。

### 9月
- 9月30日 - ハリケーン・ヘリーン（英語版）はアメリカ合衆国南東部で大きな被害をもたらし、死者は130人以上[28]。

### 10月
- 10月10日ごろ - ハリケーン・ミルトンはアメリカ合衆国フロリダ州で上陸[29]。
- 10月29日 - スペイン・バレンシア州一帯で豪雨による洪水が発生。200人以上が死亡[30]。

### 12月
- 12月14日 - サイクロン・チド（英語版）はマヨットを直撃し、死者は数百人と見られる[31]。

## 地象

### 1月
- 1月1日 - 気象庁の発表によると、日本時間16時10分頃に、日本の石川県能登地方を震源とするMj7.6（震度7・深さ16km）の地震が発生[32]。（能登半島地震 (2024年)）。石川県と山形県で0.8mほか沿岸各地で津波を観測。石川県能登に大津波警報、日本海側の広い範囲に津波警報が発表[33]。
- 1月12日 - コロンビア西部チョコ県の山岳地帯で地滑りが発生、少なくとも34人が死亡[34]。
- 1月14日 - 去年12月18日の噴火に続き、アイスランド南西部のレイキャネース半島に位置するグリンダヴィーク付近で裂け目噴火が再び発生[35]。
- 1月22日 - 中国雲南省昭通市鎮雄県塘房鎮で山崩れが発生、少なくとも44人が生き埋めに[36]。
- 1月23日 - アメリカ地質調査所の発表によると、現地時刻の2時9分頃に中国のアイコル（英語版）から西北西約129km（新疆ウイグル自治区アクス地区ウシュトゥルファン県）の地点を震源とするM7.0の地震が発生（ウシュトゥルファン地震）。震源の深さは13.0kmと推定される[37][38]。近くのキルギスとカザフスタンのアルマトイ一帯でも揺れが感じる[39]。

### 2月
- 2月6日 - フィリピン南部ミンダナオ島のダバオ・デ・オロ州の金鉱山一帯で地滑りが発生[40]、少なくとも54人が死亡し63人が行方不明[41]。
- 2月8日 - アイスランド南西部のレイキャネース半島のグリンダヴィークとスヴァルスエインギ地熱発電所付近で裂け目噴火が再び発生。溶岩流は南西アイスランド地方に熱水を提供する水道管を破壊したため、国は非常事態を宣言[42]。

### 3月
- 3月16日 - アイスランドのレイキャネス半島でまた噴火が発生し、グリンダヴィークに避難命令が出される[43]。
- 3月22日 - インドネシア・バウェアン島一帯でM6.5の地震が発生[44]。

### 4月
- 4月2日 - 日本時間4時24分ごろ、岩手県沿岸北部で震源の深さ71km、M6.0の地震が発生。青森県、岩手県で最大震度5弱[45]。
- 4月3日 - 台湾東部の花蓮県の沖でM7.7の地震、日本の沖縄県に津波警報が発令[46]。
- 4月5日 - アメリカ合衆国ニュージャージー州北部でM4.8の地震が発生（2024年ニュージャージー地震）。地震活動が少ないニューヨーク市の近くで発生した同規模の地震としては2011年のバージニア地震以来[47]。
- 4月17日
  - インドネシア・スラウェシ島北部沖にあるルアング山（英語版）が噴火。津波も発生[48][49]。
  - 日本時間23時14分ごろ、愛媛県沖の豊後水道を震源とするM6.6の地震が発生（豊後水道地震）。愛媛県、高知県で震度6弱[50]。

### 5月
- 5月24日 - パプアニューギニアのエンガ州で大規模な地すべりが発生。4千人以上が被災[51]。

### 6月
- 6月3日 - 米国・ハワイ州のキラウエア火山が噴火。[52]
- 6月4日 - フィリピンのカンラオン山（英語版）が噴火し、付近のカンラオン市（英語版）などの住民が避難へ[53]。
- 6月28日 - ペルー中部沖でM7.0の地震が発生[54]。

### 7月
- 7月22日 - エチオピアの南エチオピア州で大規模な地すべりが発生。200人以上が死亡[55]。

### 8月
- 8月8日 - 気象庁の発表によると、日本時間16時43分頃に、日本の日向灘地方を震源とするMj7.1（震度6弱・深さ30km）の地震が発生[56]。（日向灘地震 (2024年)）。宮崎港で0.5mほか四国・九州の沿岸各地で津波を観測。[57]。また南海トラフ地震臨時情報を2019年の制度創設以来初めて発表[58]。

### 11月
- 11月3日・7日 - インドネシア・フローレス島のレウォトビ火山が噴火[59][60]。

### 12月
- 12月17日 - バヌアツの首都ポートビラのあるエファテ島沖でM7.3の地震が発生[61]。

## 天象
- 1月21日 - 午前1時32分頃[注釈 1]にドイツ上空で小惑星の2024 BX1が大気圏に突入し崩壊。この小惑星は崩壊する約3時間前の1月20日午後10時48分頃[62]にハンガリーのブダペスト郊外の観測所で初めて観測された。地球の大気圏に突入する前に発見された小惑星としては、観測史上8例目となった[63]。
- 4月8日 - 北米で皆既日食（2024年4月8日の日食）[64][65]。
- 5月8日より - 2024年5月の太陽嵐が発生。これに伴う低緯度オーロラおよび通信障害も起きた[66]。
- 9月28日 - C/2023 A3彗星が太陽に最接近し、最大でマイナス5等級に達するとも予測されている[67]。

月別の天象一覧
月別の、おもに月齢（月相）や食（日食、月食、惑星の食など）について記載したリスト
1月（英語版）、2月（英語版）、3月（英語版）、4月（英語版）、5月（英語版）、6月（英語版）、7月（英語版）、8月（英語版）、9月（英語版）、10月（英語版）、11月（英語版）、12月（英語版）